# Harun Tekin (cầu thủ bóng đá)
Harun Tekin (sinh 17 tháng 6 năm 1989) là một cầu thủ bóng đá người Thổ Nhĩ Kỳ thi đấu ở vị trí thủ môn cho câu lạc bộ Thổ Nhĩ Kỳ Bursaspor.

## Sự nghiệp quốc tế
Ngày 20 tháng 3 năm 2015, Tekin được chọn thi đấu cho đội tuyển quốc gia Thổ Nhĩ Kỳ thi đấu với Hà Lan và Luxembourg. Anh là một phần của đội tuyển quốc gia Thổ Nhĩ Kỳ tham gia Euro 2016. Tekin ra mắt quốc tế cho Đội tuyển bóng đá quốc gia Thổ Nhĩ Kỳ trong trận giao hữu thắng 3-1 trước Moldova ngày 27 tháng 3 năm 2017.